# Enoplocerus
Enoplocerus é um gênero de insetos da ordem Coleoptera e da família Cerambycidae, subfamília Prioninae, classificado por Jean Guillaume Audinet-Serville em 1832; contendo uma única espécie (táxon monotípico) de besouro denominada Enoplocerus armillatus e inicialmente descrita como subgênero de Callipogonː Callipogon (Enoplocerus) armillatus.

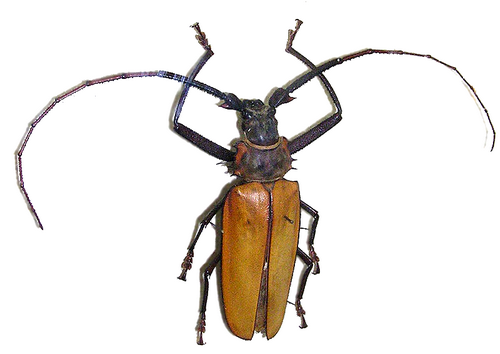
Fotografia de um espécime de E. armillatus (Museu de Zoologia de São Petersburgo, Rússia).

O termo Enoplocerus provém do grego antigo ἔνοπλος (enoplus), que significa "em armas, armado", e κέρας (kerōs), que significa "com chifres". Provavelmente tal nomenclatura também deriva do fato de o primeiro artículo das ásperas antenas do macho, que se insere em sua cabeça, ser muito alargado e dotado de um espinho, enquanto as fêmeas também possuem este artículo alargado e dotado de um espinho, mas com suas antenas lisas.

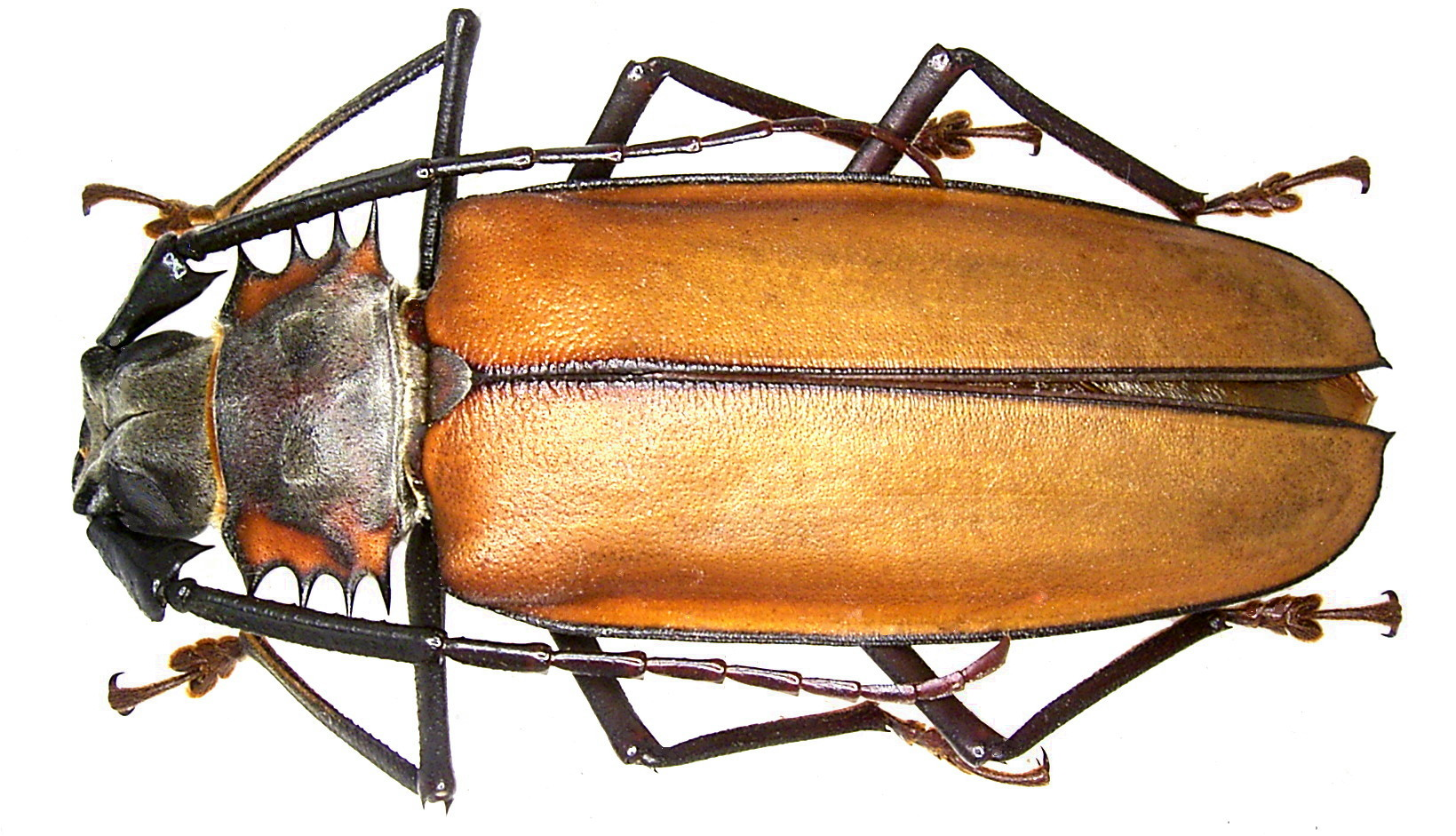
Fotografia de um espécime fêmea de E. armillatus coletado em Yurimaguas, Loreto, Peru, em 1997.